# До лунарної поезії
«До лунарної поезії» (To Lunar Poetry) — студійний альбом гурту Nokturnal Mortum випущений у 2022. Альбом побудований в першу чергу на авторському матеріалі гурту з демо-запису «Lunar Poetry», що вийшов в 1996 році.
Альбом присвячений 25-й річниці виходу оригіналу. На відміну від оригінального демо, нові версії пісень записані повністю українською мовою. Також для запису альбому повернувся колишній учасник гурту — Sataroth, який працював над оригінальним демо.

## Композиції
| Інформація про композиції | Інформація про композиції                                        | Інформація про композиції |
| #                         | Назва                                                            | Тривалість                |
| ------------------------- | ---------------------------------------------------------------- | ------------------------- |
| 1.                        | «Зимні сни / Freezing Dreams» (інструментальна)                  | 1:07                      |
| 2.                        | «Лунарна поезія / Lunar Poetry»                                  | 4:40                      |
| 3.                        | «Перунове срібло небес / Perun’s Celestial Silver»               | 7:21                      |
| 4.                        | «Карпатські таємниці / Carpathian Mysteries»                     | 4:39                      |
| 5.                        | «…і зима постає / …and Winter Becomes»                           | 4:49                      |
| 6.                        | «Вампірів князь прийшов / Return of the Vampire Lord»            | 10:44                     |
| 7.                        | «Прадавній рід / Ancient Nation»                                 | 5:11                      |
| 8.                        | «Акт віри (Ода інакомисленню) / Autodafe (Ode to Nonconformity)» | 4:28                      |
| 9.                        | «Пращурів сни / Barbarian Dreams»                                | 3:52                      |
| 48:17                     |                                                                  |                           |

## Над альбомом працювали

### Nokturnal Mortum
- Varggoth — вокал, гітара, клавішні
- Wortherax — гітара
- Karpath — бас
- Bairoth — ударні
- Kubrakh — ударні
- Surm — клавішні, дульцимер

### Запрошені виконавці
- Sataroth — вокал
- Іван «Burz» Козакевич — сопілка, вістл, дримба